# Promachus sackeni
Promachus sackeni là một loài ruồi trong họ Asilidae. Promachus sackeni được Hine miêu tả năm 1911. Loài này phân bố ở vùng Tân Bắc giới.